# آدریان بیرچ
آدریان بیرچ (به انگلیسی: Adrian Birch) بازیکن و سرمربی فوتبال اهل انگلستان بود.

## زندگی ورزشی
آدریان بیرچ بازیکن و مربی فوتبال انگلیسی بود که بعد از فعالیت در باشگاه فوتبال کریستال پالاس به عنوان سرمربی تیم المپیک بریتانیا منصوب شد.
او در پنجمین دوره رقابت های المپیک (چهارمین دوره فوتبال المپیک) به همراه تیمش مدال طلا گرفت. و به مانند هموطن خود آلفرد دیویس (مربی بریتانیا در سال ۱۹۰۸) قهرمان این رقابت ها شد.